# Дискография Slayer

## Студийные альбомы
| 1983                                                                                      | Show No Mercy - Релиз: 3 Декабря 1983 - Лейбл: Metal Blade (MB #71034-4) - Формат: CD, CS, LP       | —  | —  | —  | —  | —  | —  | —  | —  | —  | —  | —  | —  |                                         |
| 1985                                                                                      | Hell Awaits - Релиз: 16 Сентября 1985 - Лейбл: Metal Blade (MB #1040) - Формат: CD, CS, LP          | —  | —  | —  | —  | —  | —  | —  | —  | —  | —  | —  | —  |                                         |
| 1986                                                                                      | Reign in Blood - Релиз: 7 Октября 1986 - Лейбл: Def Jam (DJ #924131 2) - Формат: CD, CS, LP         | 94 | —  | —  | —  | —  | —  | —  | —  | —  | —  | —  | 47 | US: Золотой                             |
| 1988                                                                                      | South of Heaven - Релиз: 5 Июля 1988 - Лейбл: Def Jam (DJ #828 080-1) - Формат: CD, CS, LP          | 57 | —  | —  | —  | —  | —  | —  | —  | —  | 50 | —  | 25 | US: Золотой CAN: Золотой UK: Серебряный |
| 1990                                                                                      | Seasons in the Abyss - Релиз: 9 Августа 1990 - Лейбл: American (AR #846 871-2) - Формат: CD, CS, LP | 40 | —  | 29 | —  | —  | —  | —  | —  | —  | 47 | —  | 18 | US: Золотой CAN: Золотой                |
| 1994                                                                                      | Divine Intervention - Релиз: 27 Сентября 1994 - Лейбл: American (AR #491802 2) - Формат: CD, CS     | 8  | 27 | 22 | —  | —  | —  | 18 | 31 | 20 | 10 | 15 | 15 | US: Золотой CAN: Золотой                |
| 1998                                                                                      | Diabolus in Musica - Релиз: 9 Июня 1998 - Лейбл: American (AR #491302 2) - Формат: CD, CS           | 31 | 35 | 40 | 23 | 18 | 23 | 32 | 52 | 15 | 29 | —  | 27 |                                         |
| 2001                                                                                      | God Hates Us All - Релиз: 11 Сентября 2001 - Лейбл: American (AR #586 331-2) - Формат: CD           | 28 | 15 | 31 | 16 | 12 | 25 | 9  | 30 | 35 | 18 | 44 | 31 |                                         |
| 2006                                                                                      | Christ Illusion - Релиз: 6 Августа 2006 - Лейбл: American (AR #9362-44300-2) - Формат: CD, LP       | 5  | 9  | 6  | 19 | 2  | 52 | 2  | 8  | 10 | 4  | 11 | 23 |                                         |
| 2009                                                                                      | World Painted Blood - Релиз: 3 Ноября 2009 - Лейбл: American - Формат: CD, LP                       | 12 | 9  | 13 | 38 | 12 | 28 | 7  | 15 | 16 | 21 | 14 | 41 | CAN: Золотой                            |
| 2015                                                                                      | Repentless - Релиз: 11 Сентября 2015 - Лейбл: Nuclear Blast - Формат: CD, LP                        | 4  | 3  | 6  | 4  | 3  | 7  | 1  | 2  | 8  | 5  | 3  | 11 |                                         |
| Символ «—» означает что релиз не участвовал в чарте, либо не был выпущен в данной стране. | |    |    |    |    |    |    |    |    |    |    |    |    |                                         |

## Трибьюты
| Год  | Подробности                                                                                         | Позиции в чартах | Позиции в чартах | Позиции в чартах | Позиции в чартах | Позиции в чартах | Позиции в чартах | Позиции в чартах | Позиции в чартах | Позиции в чартах | Позиции в чартах |
| Год  | Подробности                                                                                         | US               | AUT              | BEL              | FIN              | FRA              | NLD              | NZ               | SWE              | UK               |                  |
| ---- | --------------------------------------------------------------------------------------------------- | ---------------- | ---------------- | ---------------- | ---------------- | ---------------- | ---------------- | ---------------- | ---------------- | ---------------- | ---------------- |
| 1996 | Undisputed Attitude - Релиз: 28 Мая 1996 - Лейбл: American (AR #74321 35759 2) - Формат: CD, CS, LP | 34               | 43               | 38               | 27               | 43               | 33               | 22               | 20               | 31               |                  |

## Концертные альбомы
| Год                                                                                       | Подробности                                                                                         | Позиции в чартах | Позиции в чартах | Позиции в чартах |
| Год                                                                                       | Подробности                                                                                         | US               | GER              | UK               |
| ----------------------------------------------------------------------------------------- | --------------------------------------------------------------------------------------------------- | ---------------- | ---------------- | ---------------- |
| 1985                                                                                      | Live Undead - Релиз: 16 Ноября 1984 - Лейбл: Metal Blade (MB #3984-14033-2) - Формат: CD, CS, LP    | —                | —                | —                |
| 1991                                                                                      | Decade of Aggression - Релиз: 22 Октября 1991 - Лейбл: American (AR #491801 2) - Формат: CD, CS, LP | 55               | 77               | 29               |
| Символ «—» означает что релиз не участвовал в чарте, либо не был выпущен в данной стране. | |                  |                  |                  |

## Мини-альбомы
| Год                                                                                       | Подробности                                                                                     | Позиции в чартах | Позиции в чартах | Позиции в чартах | Позиции в чартах |
| Год                                                                                       | Подробности                                                                                     | DEN              | FIN              | SWE              | SWI              |
| ----------------------------------------------------------------------------------------- | ----------------------------------------------------------------------------------------------- | ---------------- | ---------------- | ---------------- | ---------------- |
| 1984                                                                                      | Haunting the Chapel - Релиз: 4 Августа 1984 - Лейбл: Metal Blade (MB #71083-1) - Формат: CD, CS | —                | —                | —                | —                |
| 2006                                                                                      | Eternal Pyre - Релиз: 6 Июня 2006 - Лейбл: American (AR #5439156852) - Формат: CD               | 3                | 2                | 48               | 88               |
| Символ «—» означает что релиз не участвовал в чарте, либо не был выпущен в данной стране. |                                                                                                 |                  |                  |                  |                  |

## Сборники
| Год  | Подробности                                                                                            |
| ---- | --- |
| 1996 | Undisputed Attitude - Издан: 28 мая 1996 - Лейбл: American - Формат: CD                                |
| 2003 | Soundtrack to the Apocalypse - Издан: 25 Ноября 2003 - Лейбл: American (AR #0001637) - Формат: CD, DVD |

## Синглы
| Год       | Сингл                                                                                     | Позиции в чартах | Позиции в чартах | Позиции в чартах | Альбом               |
| Год       | Сингл                                                                                     | H100             | DEN              | UK               | Альбом               |
| --------- | ----------------------------------------------------------------------------------------- | ---------------- | ---------------- | ---------------- | -------------------- |
| 1983      | «Black Magic»                                                                             | —                | —                | —                | Show No Mercy        |
| 1985      | «Hell Awaits»                                                                             | —                | —                | —                | Hell Awaits          |
| 1986      | «Raining Blood»                                                                           | —                | —                | —                | Reign in Blood       |
| 1986      | «Angel of Death»                                                                          | —                | —                | —                | Reign in Blood       |
| 1986      | «Necrophobic»                                                                             | —                | —                | —                | Reign in Blood       |
| 1987      | «Criminally Insane»                                                                       | —                | —                | 64               | Reign in Blood       |
| 1988      | «South of Heaven»                                                                         | —                | —                | —                | South of Heaven      |
| 1988      | «Mandatory Suicide»                                                                       | —                | —                | —                | South of Heaven      |
| 1990      | «War Ensemble»                                                                            | —                | —                | —                | Seasons in the Abyss |
| 1990      | «Dead Skin Mask»                                                                          | —                | —                | —                | Seasons in the Abyss |
| 1990      | «Spirit in Black»                                                                         | —                | —                | —                | Seasons in the Abyss |
| 1991      | «Seasons in the Abyss»                                                                    | —                | —                | 51               | Seasons in the Abyss |
| 1994      | «Dittohead»                                                                               | —                | —                | —                | Divine Intervention  |
| 1995      | «Serenity in Murder»                                                                      | —                | —                | 50               | Divine Intervention  |
| 1996      | «I Hate You»                                                                              | —                | —                | —                | Undisputed Attitude  |
| 1998      | «Stain of Mind»                                                                           | —                | —                | —                | Diabolus in Musica   |
| 2001      | «Bloodline»                                                                               | —                | —                | —                | God Hates Us All     |
| 2001      | «Disciple»                                                                                | —                | —                | —                | God Hates Us All     |
| 2006      | «Cult»                                                                                    | —                | —                | —                | Christ Illusion      |
| 2006      | «Eyes of the Insane»                                                                      | —                | 15               | 97               | Christ Illusion      |
| 2006      | «Jihad»                                                                                   | —                | —                | —                | Christ Illusion      |
| 2009      | «Psychopathy Red»                                                                         | —                | —                | —                | World Painted Blood  |
| 2009      | «Hate Worldwide»                                                                          | 2                | —                | —                | World Painted Blood  |
| 2009      | «World Painted Blood»                                                                     | —                | —                | —                | World Painted Blood  |
| 2014 2015 | «Implode» When the Stillness Comes Repentless                                             | 2                | -                | -                | Repentless           |
| 2014 2015 | Символ «—» означает что релиз не участвовал в чарте, либо не был выпущен в данной стране. |                  |                  |                  |                      |

## Саундтреки
| Год  | Песня                    | Альбом                                             | Комментарий                                                                              |
| ---- | ------------------------ | -------------------------------------------------- | ---------------------------------------------------------------------------------------- |
| 1986 | «Captor of Sin»          | Саундтреки к фильму На берегу реки                 | Из альбома Haunting the Chapel.                                                          |
| 1986 | «Tormentor»              | Саундтреки к фильму На берегу реки                 | Из альбома Show No Mercy.                                                                |
| 1986 | «Evil Has No Boundaries» | Саундтреки к фильму На берегу реки                 | Из альбома Show No Mercy.                                                                |
| 1986 | «Die by the Sword»       | Саундтреки к фильму На берегу реки                 | Из альбома Show No Mercy.                                                                |
| 1987 | «In-A-Gadda-Da-Vida»     | Саундтреки к фильму Меньше чем ноль                | Кавер на песню группы Iron Butterfly.                                                    |
| 1990 | «Angel of Death»         | Саундтреки к фильму Гремлины 2: Новенькая партия   | Из альбома Reign in Blood                                                                |
| 1993 | «Disorder»               | Саундтреки к фильму Ночь страшного суда            | Совместно с Ice-T. Позднее появился в альбоме Soundtrack to the Apocalypse.              |
| 1996 | «Epidemic»               | Саундтреки к фильму Идеальная женщина              | Из альбома Reign in Blood                                                                |
| 1997 | «No Remorse»             | Саундтреки к фильму Спаун                          | Совместно с Atari Teenage Riot. Позднее появился в альбоме Soundtrack to the Apocalypse. |
| 1998 | «Human Disease»          | Саундтреки к фильму Невеста Чаки                   | Позднее появился в альбоме Soundtrack to the Apocalypse.                                 |
| 1999 | «Here Comes the Pain»    | WCW Mayhem: The Music                              | Позднее появился в альбоме God Hates Us All                                              |
| 2000 | «Hand of Doom»           | Nativity in Black II                               | Кавер на песню группы Black Sabbath.                                                     |
| 2000 | «Spirit in Black»        | Саундтреки к фильму Book of Shadows: Blair Witch 2 | Из альбома Seasons In The Abyss                                                          |
| 2000 | «Bloodline»              | Саундтреки к фильму Дракула-2000                   | Позднее появился в альбоме God Hates Us All                                              |
| 2000 | «Angel Of Death»         | Саундтреки к фильму Mrs. Death 2: Hells Fury       | Из альбома Reign in Blood                                                                |
| 2002 | «Born to Be Wild»        | NASCAR: Crank It Up                                | Кавер на песню группы Steppenwolf.                                                       |
| 2002 | «Angel of Death»         | Саундтреки к фильму Чудаки                         | Из альбома Reign in Blood                                                                |
| 2003 | «Divine Intervention»    | Саундтреки к фильму Haggard: The Movie             | Из альбома Divine Intervention                                                           |
| 2004 | «Warzone»                | UFC: Ultimate Beat Downs, Vol. 1                   | Из альбома God Hates Us All.                                                             |
| 2006 | «Spill the Blood»        | Саундтреки к фильму Чудаки 2                       | Из альбома South of Heaven                                                               |
| 2006 | «Eyes of the Insane»     | Саундтреки к фильму Пила 3                         | Из альбома Christ Illusion.                                                              |
| 2007 | «Raining Blood»          | В игре Guitar Hero 3: Legends of Rock              | Из альбома Reign in Blood.                                                               |
| 2008 | «Final Six»              | Саундтреки к фильму Каратель: Территория войны     | Из альбома Christ Illusion (в виде бонуса трека).                                        |
| 2014 | «Angel of Death»         | Саундтреки к фильму Домашнее видео                 | Из альбома Reign in Blood                                                                |
| 2014 | «Expendable Youth»       | Саундтреки к фильму Домашнее видео                 | Из альбома Seasons in the Abyss.                                                         |

## Видеоклипы
| Год  | Название               | Режиссёр           |
| ---- | ---------------------- | ------------------ |
| 1987 | «Criminally Insane»    | Дэн Карр           |
| 1988 | «South of Heaven»      | Ди Пуглиа Джерард  |
| 1990 | «Seasons in the Abyss» | Ди Пуглиа Джерард  |
| 1990 | War Ensemble           |                    |
| 1994 | «Dittohead»            | Джон Рейз          |
| 1994 | «Killing Fields»       | Ди Пуглиа Джерард  |
| 1995 | «Serenity in Murder»   | Ди Пуглиа Джерард  |
| 1996 | «I Hate You»           | Ди Пуглиа Джерард  |
| 1998 | Stain Of Mind          |                    |
| 2001 | «Bloodline»            | Эван Бернард       |
| 2006 | «Eyes of the Insane»   | Тони Петросян      |
| 2009 | «Beauty Through Order» |                    |
| 2010 | «World Painted Blood»  | Марк Брукс         |
| 2015 | «Repentless»           | Би-Джей МакДоннелл |
| 2015 | «You Against You       | Би-Джей МакДоннелл |
| 2016 | Pride In Prejudice     |                    |

## Видео
| Год                                                                                       | Подробности | Позиция | Позиция | Сертификация |
| Год                                                                                       | Подробности | US      | GER     | Сертификация |
| ----------------------------------------------------------------------------------------- | --- | ------- | ------- | ------------ |
| 1995                                                                                      | Live Intrusion - Релиз: 31 Октября 1995 - Лейбл: American (AR #slay 001v) - Формат: VHS, DVD                            | —       | —       |              |
| 2003                                                                                      | War at the Warfield - Релиз: 29 Июля 2003 - Лейбл: American (AR #440 063 690-9) - Формат: DVD                           | 3       | 58      | US: Золотой  |
| 2004                                                                                      | Still Reigning - Релиз: 26 Октября 2004 - Лейбл: American (AR #B0003529-09) - Формат: DVD                               | 7       | —       | US: Золотой  |
| 2007                                                                                      | The Unholy Alliance - Релиз: 2 Октября 2007 - Лейбл: American (AR #713925) - Формат: DVD                                | —       | —       |              |
| 2019                                                                                      | Slayer: The Repentless Killogy • Релиз 6 ноября 2019 • Лейбл: Nuclear Blast Records • Формат: Коротко - метражный фильм | -       | -       | -            |
| Символ «—» означает что релиз не участвовал в чарте, либо не был выпущен в данной стране. | |         |         |              |

## Внешние ссылки
- Официальный сайт
- Официальная страница Slayer (англ.) на сайте Myspace
- Slayer на сайте Discogs